# 금일초등학교 덕우분교
금일초등학교 덕우분교는 대한민국 전라남도 완도군 생일면 봉선리 862에 있었던 초등학교 분교이다.

## 연혁
- 일자미상 덕우국민학교 설립 인가
- 1953년 6월 1일 덕우국민학교 개교
- 1967년 4월 1일 도서벽지학교 '을'급 지정
- 1968년 5월 1일 도서벽지학교 '갑'급 조정
- 1973년 3월 1일 도서벽지학교 '을'급 조정
- 1984년 3월 1일 금일국민학교 분교장 격하 편입
- 1986년 1월 1일 도서벽지학교 '나'급 조정
- 1996년 3월 1일 금일초등학교 덕우분교 개편
- 2001년 1월 1일 도서벽지학교 '가'급 조정
- 2006년 9월 1일 폐교 및 금일초등학교 통폐합